# Wallonie-Bruxelles International
Wallonie-Bruxelles International (WBI) est une administration publique chargée des relations internationales menées par la Fédération Wallonie-Bruxelles, la Région wallonne et la Commission communautaire française de la Région de Bruxelles-Capitale.
WBI a succédé à la Direction des Relations internationales de la Région wallonne et au Commissariat-Général aux Relations internationales de la Communauté française.
En tant qu’administration des relations internationales, WBI a pour mission de renforcer l’impact, l’influence et la notoriété de l’Espace Wallonie-Bruxelles au travers de ses institutions et opérateurs dans les domaines de compétences de la Wallonie et de la Fédération Wallonie-Bruxelles.
WBI coordonne les relations internationales des institutions et opérateurs des domaines politiques, culturels, sociaux, académiques, scientifiques, économiques ou environnementaux.

## Secteurs d’activités
Les champs d’action de WBI sont la culture, la jeunesse, l'enseignement et la formation, la Recherche et l'innovation, et la coopération inter-régionale.

## Le réseau Wallonie-Bruxelles à l'étranger

### En résumé
Le réseau Wallonie-Bruxelles se compose de :
- 15 délégations générales: Allemagne, Belgique, Chili, Chine, France, Maroc, Pologne, Pays-Bas, Roumanie, République Démocratique du Congo, Sénégal, Suisse, Tunisie, Vietnam [2]
- 6 agents de liaison scientifique: Allemagne, Brésil, Canada, Etats-Unis, Suède, Suisse [3]
- 11 agents de liaison académique et culturelle en Afrique du Sud, Brésil, Chili, Chine, Croatie, Hongrie, Japon, Lituanie, Pologne, Royaume-Uni, Serbie [4][à vérifier]
- 4 chargés de projets locaux: Etats-Unis, Italie, Japon, Royaume-Uni [5]
- 2 centres culturels: France, République Démocratique du Congo [6]
- Théâtre des Doms [6]

### Délégations générales et Centres Wallonie-Bruxelles
Les délégations générales sont chargées de la représentation diplomatique et institutionnelle de la Fédération Wallonie-Bruxelles, de la Wallonie et de la COCOF auprès des autorités locales des pays où elles sont localisées.
WBI dispose de deux centres culturels à l'étranger : le Centre Wallonie-Bruxelles à Paris et le Centre Wallonie-Bruxelles à Kinshasa. Le Théâtre des Doms à Avignon fait également partie du réseau international.

### Réseaux sectoriels
Le réseau à l’étranger intègre des réseaux sectoriels :
- Les Agents de Liaison Scientifique (ALS) en Suède, au Brésil, aux Etats-Unis, en Allemagne, en Suisse et au Canada[3]
- Les Agents de Liaison Académique et Culturelle (ALAC) en Afrique du Sud, au Brésil, au Chili, en Chine, en Croatie, en Hongrie, au Japon, en Lituanie, en Pologne, au Royaume-Uni et en Serbie[4][à vérifier]
- Les Chargés de Projets locaux renforcent les postes économiques et commerciaux à Londres, Milan, New-York et Tokyo[5]